# Los Angeles Rams 1948
La stagione 1948 dei Los Angeles Rams è stata l'11ª della franchigia nella National Football League e la terza Los Angeles In questa stagione i Rams fecero debuttare il primo casco con il logo della storia della NFL, da un'idea del running back Fred Gehrke. La gara di debutto contro i Detroit Lions fu l'ultima partita disputata di mercoledì della storia della lega. Nella sua prima partita, il futuro Pro Football Hall of Famer Tom Fears segnò due volte nel quarto periodo, incluso l'unico intercetto ritornato in touchdown della carriera, nella vittoria 44-7.

## Calendario
| Stagione regolare |                        |           |
| Turno             | Avversario             | Risultato |
| 1                 | Detroit Lions          | V 44–7    |
| 2                 | Philadelphia Eagles    | P 28–28   |
| 3                 | at Chicago Bears       | S 42–21   |
| 4                 | at Green Bay Packers   | S 16–0    |
| 5                 | at Detroit Lions       | V 34–27   |
| 6                 | Chicago Cardinals      | S 27–22   |
| 7                 | Chicago Bears          | S 21–6    |
| 8                 | at New York Giants     | V 52–37   |
| 9                 | at Chicago Cardinals   | S 27–24   |
| 10                | Green Bay Packers      | V 24–10   |
| 11                | at Washington Redskins | V 41–13   |
| 12                | Pittsburgh Steelers    | V 31–14   |

## Classifiche
| NFL Western Division |    |    |   |      |     |     |     |     |
|                      | V  | S  | P | %    | DIV | PF  | PS  | STR |
| Chicago Cardinals    | 11 | 1  | 0 | .917 | 7–1 | 395 | 226 | V10 |
| Chicago Bears        | 10 | 2  | 0 | .833 | 7–1 | 375 | 151 | S1  |
| Los Angeles Rams     | 6  | 5  | 1 | .545 | 3–5 | 327 | 269 | V3  |
| Green Bay Packers    | 3  | 9  | 0 | .250 | 2–6 | 154 | 290 | S7  |
| Detroit Lions        | 2  | 10 | 0 | .167 | 1–7 | 200 | 407 | S3  |

Nota: I pareggi non venivano conteggiati ai fini della classifica fino al 1972.